# Didymaotus
Didymaotus (лат.) (возможное русскоязычное название — Дидимаотус) — монотипный род суккулентных растений семейства Аизовые (Aizoaceae), произрастающий на территории Капской провинции ЮАР. На 2023 год, включает один вид — Didymaotus lapidiformis.

## Название
Родовое латинское (научное) название Didymaotus происходит от греческих слов didymos — «дважды»; и aotos — «цветок». Это обусловлено наличием цветков в боковых пазухах парных листьев — по одному с каждой стороны.

## Ботаническое описание
Didymaotus lapidiformis — компактные, миниатюрные, суккулентные многолетники, состоящие из отдельных парных листьев, которые образуют с возрастом небольшие куртины. Листья супротивные и молодые пары листьев частично срастаются, образуя тупо ромбовидно-яйцевидные, широко килевидные тела. Взрослые листья отличаются от молодых тем, что частично расщепляются, обнажая плоскую верхнюю поверхность. Один из двух листьев пары обычно немного крупнее другого и имеет широкие грубые точки, окраска листьев может варьироваться от серовато-зеленой до красноватой.
Цветки появляются в пазухах нижних листьев (боковых побегов) в количестве 1 или 2 (иногда до 9). Диаметр цветков примерно 40 мм., раскрываются около полудня и закрываются к вечеру. Чашелистиков 6, из них 2 крупнее остальных. Лепестки располагаются в несколько рядов и могут быть от беловатых до пурпурных, наиболее интенсивная расцветка в центре, либо на кончиках. Тычинки имеют сосочковидные пыльники и фиолетовыми нитями; стаминодии отсутствуют. Нектарник имеет городчатую форму и окрашен в темно-буроватый цвет. Завязь выпуклая вверху, с париетальными плацентами; рылец 6, шиловидные и слегка перистые, короче тычинок. Плод представляет собой 6-гнездную коробочку, сходную с растениями рода Drosanthemum. Семена шаровидные и окрашены в желтовато-коричневый цвет.
Число хромосом х = 9.

## Таксономия
Didymaotus N.E.Br., первое упоминание в Gard. Chron., ser. 3, 78: 433. 1925. Род входит в подсемейство Ruschioideae.

### Виды
Согласно данным сайта «Список растений Мировой флоры онлайн» на июнь 2023 года, род состоит из 1 вида:
- Didymaotus lapidiformis (Marloth) N.E.Br.

#### Синонимы (вида)[6]
- Mesembryanthemum lapidiforme Marloth